# Тайванска кухня
Тайванската кухня (на китайски: 臺灣 菜; на пинин: Táiwāncài;) има няколко разновидности. В допълнение към ястията от по-голямата част от Хокло, има и местни, на тайванските народи и местни производни на японската кухня, както и други видове китайска кухня, която се среща извън Тайван или Фудзиен.
Самата тайванска кухня често се свързва с влияния от средните до южните провинции на континентален Китай, най-вече от южната част на Фудзиен (Хокиен), което често води до това, че тя се класифицира или групира като „кухня от Южен Фудзиен“. Влиянието от цял континентален Китай обаче може лесно да бъде открито. Има влияние и от японската кухня поради периода, когато Тайван е под японско управление. Традиционна китайска храна може да се намери в Тайван, заедно с фудзиен и Хака, както и местни тайвански ястия, включително ястия от Гуангдонг, Дзянси, Чаошан, Шанхай, Хунан, Съчуан и Пекин. Китай има буквално безброй много стилове и традиции в готвенето, но точно островната кухня, която се развива отдавна в изолация от основната територия, може да се счита за пример за запазване на традиционната китайска кухня. Тайванците вярват, че именно тук са запазени кулинарните традиции, които китайците са донесли преди повече от две хиляди години. В същото време изобилието от имигранти от цял Китай донася разнообразие от съвременни възможности за китайска кухня.
От общонационалните характеристики може да се отбележи широкото използване на ориз, соя и зеленчуци. Различни зърнени култури, направени от ориз, гаоланг, царевица или просо, се използват както като заместител на хляба, така и като основна храна. Соята, основният заместител на месото на китайската трапеза, се използва и за приготвяне на масло, соево мляко, солена соева паста, дуфу или извара от тофу и множество сосове. Поради островния си характер, таиванската кухня изобилства на риба и други морски продукти.
Продуктите, направени от брашно и тесто, са не по-малко популярни - десетки разновидности на юфкaта, плоски сладкиши и хляб, кнедли и равиоли и множество други продукти направени от тесто.